# Saltos ornamentais nos Jogos Olímpicos de Verão de 2024 - Plataforma 10 m sincronizado feminino
A competição da plataforma de 10 m sincronizado feminino dos saltos ornamentais nos Jogos Olímpicos de Verão de 2024 foi realizada em 31 de julho de 2024 no Centro Aquático, em Paris. Um total de 16 saltadoras de oito Comitês Olímpicos Nacionais (CON) participaram do evento.

## Qualificação
As três melhores duplas do Campeonato Mundial de Esportes Aquáticos de 2023 ganharam uma vaga para seu respectivo CON. A França, como país anfitrião, também teve garantida uma vaga. As quatro vagas restantes foram para as melhores colocadas do Campeonato Mundial de Esportes Aquáticos de 2024.

## Formato
A competição foi realizada em uma fase única, sendo que cada dupla realizou cinco saltos. Deveria haver pelo menos um salto de cada um dos cinco grupos (para frente, de costas, revirado, ponta pé a lua e parafuso).

## Calendário
Horário local (UTC+2)
| Dia                 | Horário | Fase  |
| ------------------- | ------- | ----- |
| 31 de julho de 2024 | 11:00   | Final |

## Medalhistas
| Ouro   | CHN Chen Yuxi e Quan Hongchan                |
| Prata  | PRK Kim Mi-rae e Jo Jin-mi                   |
| Bronze | GBR Andrea Spendolini-Sirieix e Lois Toulson |

## Resultados
Um total de oito duplas competiram, com as três melhores colocadas na final garantindo as medalhas.
| Pos.              | Saltadoras                             | CON                 | Final   | Final   | Final   | Final   | Final   | Final  |
| Pos.              | Saltadoras                             | CON                 | Salto 1 | Salto 2 | Salto 3 | Salto 4 | Salto 5 | Pontos |
| ----------------- | -------------------------------------- | ------------------- | ------- | ------- | ------- | ------- | ------- | ------ |
| Medalha de ouro   | Chen Yuxi Quan Hongchan                | CHN China           | 56.40   | 54.60   | 80.10   | 85.44   | 82.56   | 359.10 |
| Medalha de prata  | Kim Mi-rae Jo Jin-mi                   | PRK Coreia do Norte | 46.80   | 46.20   | 69.30   | 75.84   | 77.76   | 315.90 |
| Medalha de bronze | Andrea Spendolini-Sirieix Lois Toulson | GBR Grã-Bretanha    | 48.60   | 48.60   | 60.30   | 69.12   | 77.76   | 304.38 |
| 4                 | Caeli McKay Kate Miller                | CAN Canadá          | 49.20   | 44.40   | 69.30   | 68.16   | 68.16   | 299.22 |
| 5                 | Gabriela Agúndez Alejandra Orozco      | MEX México          | 47.40   | 47.40   | 67.50   | 62.40   | 72.96   | 297.66 |
| 6                 | Delaney Schnell Jessica Parratto       | USA Estados Unidos  | 46.20   | 43.80   | 61.20   | 70.08   | 66.24   | 287.52 |
| 7                 | Kseniya Baylo Sofiya Lyskun            | UKR Ucrânia         | 48.00   | 48.00   | 59.64   | 68.16   | 61.20   | 285.00 |
| 8                 | Jade Gillet Emily Hallifax             | FRA França          | 47.40   | 45.00   | 53.76   | 37.80   | 50.88   | 234.84 |